# 元競走馬のオレっち 〜先輩はつらいよ!編〜
『元競走馬のオレっち〜先輩はつらいよ!編〜』（もときょうそうばのオレっち せんぱいはつらいよへん）は、おがわじゅりによる日本の漫画作品。乗馬（競馬）を題材としている。前作『元競走馬のオレっち』の続編に当たる。コミックスは幻冬舎より発行されている。

## あらすじ
前作で負った全治1年の怪我も癒え、乗用馬の仕事に精を出すオレっち。ある日、時期こそ重複しないが、オレっちと同じ厩舎に所属していたという栗毛の牝馬「パー子」がやってくる。しかし、パー子は仮病を使ってレッスンを休む等、乗用馬の仕事に全く打ち込もうとしない。乗用馬としてしか生きる道のないパー子を案じたオレっちは、自身が競技会で優勝する事によってパー子に乗用馬としての奮起を促そうと決意する。

## 登場人馬

### 馬
オレっち（サラブレッド/ 牡 / 鹿毛）競走馬名：スーセンビリー
本編の主人公。超良血で現役時代はダービー候補とまで持てはやされるも、気性の荒さゆえ未勝利で引退した過去を持つ。前作で負った1年の怪我も治り、主に障害飛越の乗用馬として日々レッスンに打ち込む。前作と今作の間に幾度かの競技会に出場、入賞こそできないもののパートナーのウズマキと楽しく頑張っている。今作では同厩の後輩牝馬パー子の奮起を促すために競技会での優勝を狙うが、逆にプレッシャーになってしまい2反抗で失権、トラウマとなり、障害を全く飛越できないスランプに陥ってしまう。しかし、同じ失敗を繰り返すまいと懸命に騎乗技術を磨こうとするウズマキの努力に絆され、スランプを克服、再度出場した競技会で念願の初優勝を飾る。なお、裏表紙に描かれた現役時代の姿から競走馬名は「スーセンビリー」であった事が判明した。
パー子（サラブレッド / 牝 / 栗毛）
乗馬クラブに新しく入厩してきた牝馬。時期こそ重複しないが、現役時代はオレっちと同じ「○×○×厩舎」に所属していた。前髪がパーマをかけたようにカールしている事から、オレっちに「パー子」と名付けられる。その端正な容姿に周囲の馬から「マブイ」「可愛い」「キャワイイ」等の歓声が飛ぶ。幼駒時代に愛情を込めて育ててくれた「おばちゃん」に再会するために故郷の牧場に帰る事を夢見ていたが、叶わなかった。乗用馬としての仕事に打ち込めず仮病を使う等して過ごす。オレっちを指して「センパイは厩舎ではミスター期待外れと呼ばれて有名だった」「センパイ、超サイテー」と言い放つなど、奔放な性格。「超ウケるんですけど」「超〜イタすぎるね」「MK（マジ固い。乗り手の姿勢がぎこちないの意）」等、1990年代のコギャルのような口調でしゃべる。しかし、乗用馬としての素質は高く、もやし先生から「いい常脚をする」「大きな音にも動じない」「柔らかい乗り味」「将来は馬場馬になりそう」と絶賛される。現役時代に1勝している。
デカ女（セルフランセ / 牝）
馬場馬術の技術に更に磨きがかかり、オレっち曰く「競技会入賞のリボンで部屋の前が凄い事になっている」。その内訳を数えると優勝12回、2位4回、3位1回と、凄まじいまでの活躍をしている。レッスンに手を抜くパー子を叱りつけたり、オレっちにスランプ脱出のための助言を与える。

### 人間
ウズマキさん（人間 / 男）
オレっちのオーナーで、よきパートナー。頬の渦巻きが特徴。オレっちに馴致を施すなど、前作よりも格段にレベルアップしている模様。
もやし先生（人間 / 男）
乗馬クラブのインストラクター。いつも笑顔で、馬にも人にも優しく会員からの信頼も厚い。
さくらさん（人間 / 女）
乗馬クラブインストラクター。デカ女のメインジョッキー。
所長（人間 / 男）
乗馬クラブの所長。登場人物紹介のページに「馬に乗っているところを見たことがないが、実はかなりの上級者らしい」と紹介されている。
与那嶺さん（人間 / 女）
今作から初登場。体験乗馬がきっかけで乗馬にはまる、優しい性格の女性。もやし先生の勧めでパー子に騎乗、競技会にも出場する。騎乗技術は未熟。

## 競走馬のオレっち
本著に、おまけの4コマ漫画として「競走馬のオレっち」が収録されている。通常通りに読んでいると気がつかないような場所に掲載されている。